# Vatnsnes

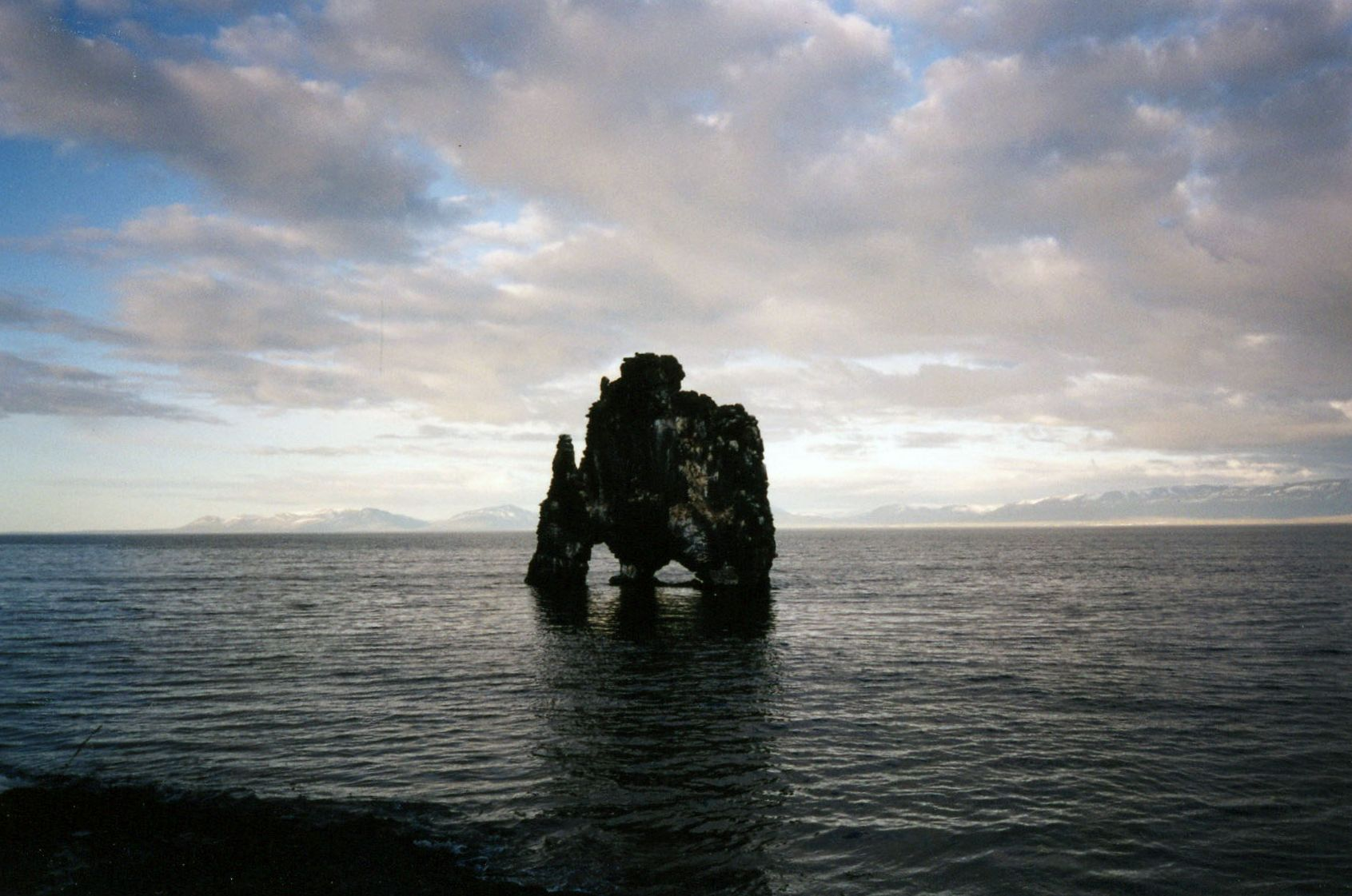
Hvítserkur

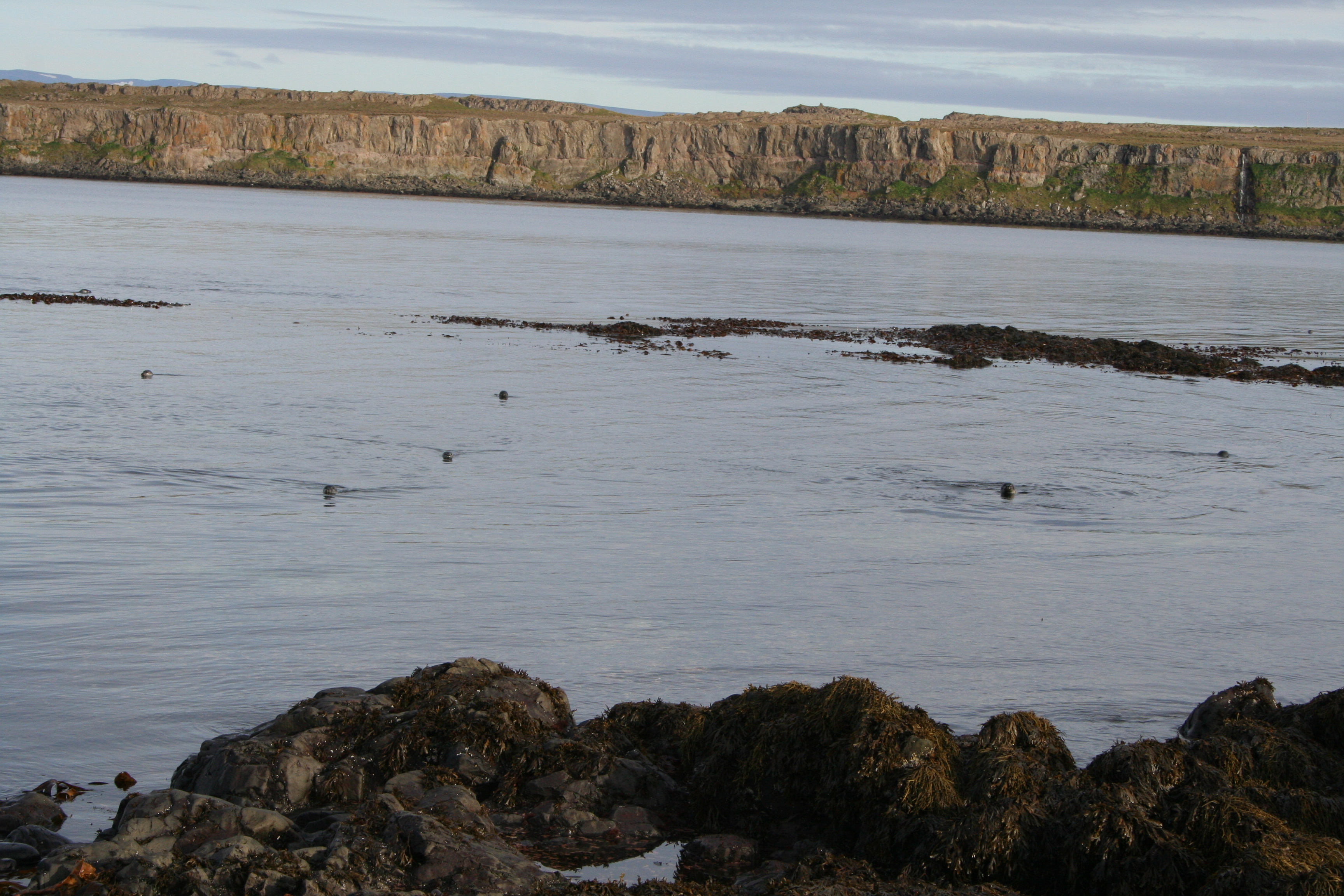
Foche a Hindisvík

Vatnsnes è una penisola tra i fiordi Miðfjörður e Húnafjörður. Il terreno è principalmente montuoso, a parte piccole aree nella parte occidentale, con la cima più alta di Þrælsfell (895 m) sull'altopiano di Vatnsnesfjall e le valli maggiori di Katadalur e Þorgrímsstaðadalur.
Dalla Hringvegur la strada corre lungo la costa di Vatnsnes per circa 80 km, principalmente con la Vatnsnesvegur (711) ed un breve tratto a sud ovest lungo la Hvammstangavegur (72) a partire da Hvammstangi.
I centri principali di Vatnsnes sono Hamarsrétt, Illugastaði, Tjörn, Hvítserk e Borgarvirki. Tra le attrazioni da visitare vi sono le numerose colonie di foche, facilmente avvistabili dalla strada nei pressi di Hindisvík e Osum. All'inizio del Húnafjörður, invece, si trova la scogliera di basalto di Hvítserkur.